# MIT Media Lab

Logo.

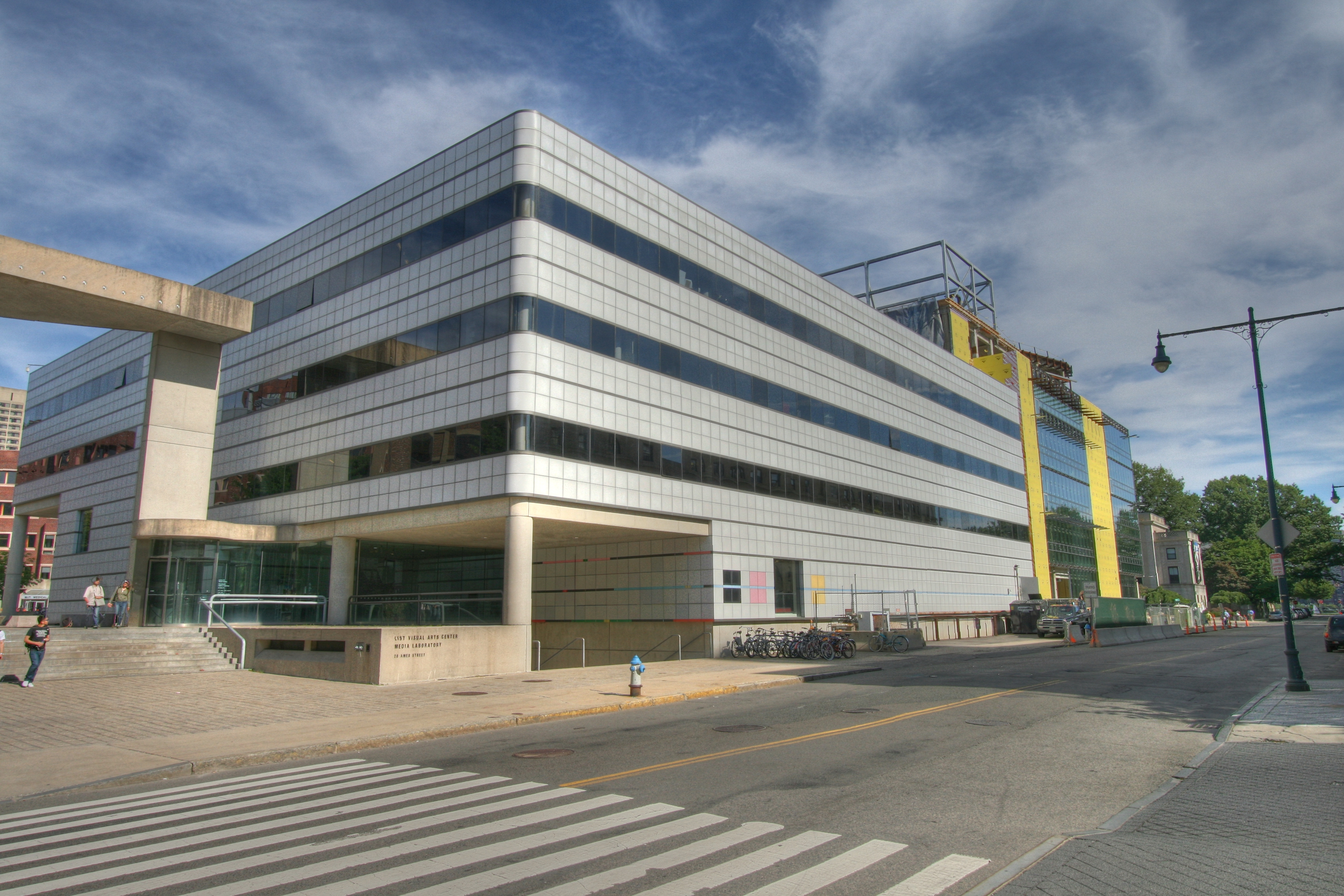
MIT Media Lab, in het Wiesner-gebouw, ontworpen door I.M. Pei.

Het MIT Media Lab is een laboratorium van de School of Architecture and Planning van het Massachusetts Institute of Technology. Het is een gecombineerd onderwijs- en onderzoeksinstituut, met als werkterrein design, multimedia en technologie, gevestigd in Cambridge, Massachusetts. Kenmerkend voor het Media Lab is de onorthodoxe, "antidisciplinaire" cultuur die er heerst en gekoesterd wordt, waarin onderzoekers zich in ateliers bezighouden met bijvoorbeeld "neuroengineering", "hoe kinderen leren", of "stapelbare elektrische auto's voor de stad van morgen".
Het Media Lab wordt gesponsord door zo'n 80 bedrijven en instellingen, waaronder enkele van de grootste multinationals ter wereld en het Amerikaanse leger. Deze leveren het leeuwendeel van het jaarlijkse operationeel budget van $35 miljoen. Op het Media Lab werken ongeveer 60 masterstudenten, 80 promovendi, plus nog 20 mensen van andere departementen van MIT, die in het Media Lab promotieonderzoek doen. Daarnaast komen jaarlijks ruim 200 bachelorstudenten in het Lab werken via MIT's Undergraduate Research Opportunities Program (UROP). Uit het Media Lab zijn in de loop der jaren vele tientallen spin-offs ontstaan.
Het idee voor het Media Lab ontstond in 1980 bij professor Nicholas Negroponte en voormalig directeur van MIT (en voormalig wetenschappelijk adviseur van president John F. Kennedy) Jerome Wiesner. Het Lab opende zijn deuren in 1985.